# Ataque a la guarnición militar de Azul
El  ataque a la guarnición militar de Azul (Buenos Aires) fue un atentado del ERP contra el Regimiento de Caballería de Tanques 10 (RC Tan 10) y el Grupo de Artillería Blindado 1 (GA Bl 1) del Ejército Argentino en Av. Grl. Güemes de Azul el 19 y 20 de enero de 1974. La Compañía «Héroes de Trelew» pertenecientes al ERP, fue repelida y debió retirarse sin apoderarse del armamento pretendido. Ocurrió bajo el gobierno constitucional de Juan Domingo Perón.
Los guerrilleros hirieron de muerte al jefe de la guarnición y del RC 10, coronel Arturo Gay y mataron a la esposa de este; y tomaron prisionero al jefe del GA 1, teniente coronel Jorge Roberto Ibarzábal. Posteriormente Ibarzábal fue víctima de asesinato por el ERP.
Los guerrilleros se encontraban al mando de Enrique Gorriarán Merlo y Hugo Irurzun. Y sufrieron tres bajas mortales —dos de ellos capturados con vida y posteriormente desaparecidos—, mientras que otros 12 combatientes fueron detenidos y permanecieron presos hasta el final de la dictadura.

## Trasfondo

### El ERP y las elecciones de 1973
Después de las elecciones de marzo de 1973, surgieron discrepancias dentro del Partido Revolucionario de los Trabajadores respecto a la caracterización del peronismo y la lucha armada, como consecuencia de las cuales el PRT tuvo dos escisiones, con más significado político que impacto en su organización, que se restringieron a zonas como Gran Buenos Aires, Capital y La Plata: el ERP-22 de agosto, integrado por militantes que cuestionaron la franca oposición a Perón, se vinculó a la Tendencia Revolucionaria del peronismo, tras lo cual se produjo su virtual desaparición como entidad. Por otro lado, hizo su aparición la Fracción Roja, que cuestionaba la continuidad de la lucha armada tal como la llevaba adelante el PRT hasta ese momento. La Fracción Roja se reinsertó en la IV Internacional. Es así que en 1973 el desprendimiento trotskista tomó el nombre de PRT-ERP (Fracción Roja), en tanto que en el ala pro-peronista pasó a llamarse ERP-22 de agosto.
El PRT lanzó una proclama «Por qué el ERP no dejará de combatir», «Respuesta al presidente Cámpora» donde reconoció la legitimidad del gobierno electo al que dice no va a atacar con las armas, pero advierte que no cesaría su lucha armada «contra el Ejército opresor y las empresas imperialistas».
En febrero de 1973, cuando ya se habían convocado a elecciones para el 11 de marzo, la primera compañía organizada «Decididos de Córdoba» asaltó el Batallón de Comunicaciones 141 del Ejército, ubicado cerca del Parque Sarmiento, en la ciudad de Córdoba, y con la ayuda de un soldado conscripto militante que les abrió la entrada, lo tomó en una operación sin bajas de ningún lado: no se disparó un solo tiro en la acción y se apropiaron de casi dos toneladas de armamento que sirvieron para las unidades que abrirían un frente rural en Tucumán. Fue el primer copamiento de un cuartel militar argentino. El impacto de la acción se transformó en un coro en las venideras movilizaciones políticas:  "Cinco por uno/no va a quedar ninguno/tenemos los fusiles del ciento cuarenta y uno". El ERP continuó sus acciones con el copamiento de diversas instalaciones fabriles, colocación de explosivos, secuestros, etc.

### Durante el nuevo gobierno constitucional
En junio de 1973, la conducción del ERP decidió explorar la zona aledaña a la ruta 38 en los departamentos de Famaillá y Monteros para instalar un foco de guerrilla rural y resolvió también evitar todo combate hasta que el peronismo en el poder se desgastara; cuando los militantes enviados al efecto trajeron su informe, Mario Roberto Santucho, fundador del PRT, afirmó que esa etapa requería para ser emprendida "dinero, entrenamiento y armas".
El 6 de septiembre de 1973 el ERP realizó su segunda gran acción militar asaltando el Comando de Sanidad del Ejército, en la Capital Federal para robar armas y material de sanidad. Ayudados por un soldado que revistaba en la unidad, tomaron las guardias y coparon las instalaciones, donde cargaron 150 fusiles y municiones. Sin embargo, dos soldados conscriptos lograron escapar y avisar a la policía, que rápidamente rodeó las inmediaciones junto a un comando del ejército. Cinco horas más tarde, los militares abrieron fuego y se libró un combate hasta que los ocupantes se rindieron. Resultó muerto un oficial del Ejército y trece guerrilleros fueron detenidos, permaneciendo presos hasta 1983. Como consecuencia de este frustrado asalto el presidente interino en funciones del país, Raúl Alberto Lastiri, emitió un decreto que ilegalizaba al ERP —desde entonces no se podía hacer referencia a su nombre y se lo denominaba «la organización declarada ilegal» ODI—, el mismo día en que Juan Domingo Perón ganaba las elecciones del 23 de septiembre de 1973.
Por orden de Santucho se comenzó a planificar el ataque al cuartel de Azul con tres claros objetivos: provocar a Perón para que se exhibiera como defensor de las Fuerzas Armadas, mostrar a los trabajadores que el ERP no los traicionaba y era capaz de conducirlos en la revolución social, y conseguir armamento para la guerrilla rural.

## Asalto

### Características de la guarnición militar de Azul
La Guarnición Militar Azul estaba ubicada en la Av. General Güemes 65 de la ciudad de Azul, Provincia de Buenos Aires y era una de las agrupaciones militares más grandes y poderosas del país. Allí tenían su asentamiento el Regimiento de Caballería de Tanques 10 «Húsares de Pueyrredón» y el Grupo de Artillería Blindado 1 «Coronel Martiniano Chilavert». La publicación Estrella Roja, órgano oficial del ERP, describió en esta forma la guarnición en un suplemento especial:

El regimiento es uno de los más poderosos del país y consta de aproximadamente 2000 hombres, entre oficiales, suboficiales y soldados. Allí tienen sus apostaderos los modernos tanques franceses AMX-13 de fabricación francesa: está ubicado sobre el costado sudoeste de la ciudad de Azul sobre una extensión de aproximadamente 40 hectáreas, a 250 km de la Capital Federal. El cuartel ocupa 5 cuadras de frente por 8 cuadras de fondo, teniendo adelante y hacia el costado derecho hacia la ciudad, edificaciones ocupadas en su mayoría por personal militar de la guarnición.

### Etapa preliminar de la acción
Los guerrilleros utilizaron como base de operaciones una quinta cercana la guarnición, cuyo dueño había muerto meses antes, y donde sólo se encontraba un casero al que redujeron sin dificultades alrededor de las 20:00. Al cabo de dos horas ya estaban allí todos los efectivos. Se pusieron uniformes verdes de combate y cascos del Ejército, y a las 22:15 salió el primer grupo seguido por los demás. Ingresaron al cuartel agazapados y en fila india por el polígono de tiro y se apoderaron del puesto de guardia n.º 3. 
El historiador Marcial Luna (2016)  narra que la organización del ataque se basó en los siguientes grupos que se detallan:
Cuartel general: a cargo de tres miembros del ERP. Este grupo copó la quinta en las cercanías del cuartel. Allí realizaron la concentración previa al ataque y se vistieron con los uniformes de combate.
Posta sanitaria 1:ubicada en la quinta. Estaba a cargo de una mujer que debía prestar primeros auxilios a los heridos.
Posta sanitaria 2: ubicada en la ruta provincial 51, entre Azul y Tapalqué, a 20 km del cuartel. Estaba a cargo de tres personas, entre ellas un médico. Tenían dos vehículos a su disposición.  
Posta y aniquilamiento: era el primer grupo que debía ingresar al cuartel y el último en retirarse. Debía tomar los puestos de guardia, incluso el puesto de guardia central. Estaba integrado por 15 guerrilleros. Debía además despejar el camino para el grupo  Tanque.
Tanque: era el grupo de combate principal integrado por  15 miembros. Los jefes de la operación eran parte de este grupo. Este grupo se dividiría en dos fracciones. Una de ellas debía  capturar el armamento y el otro las municiones. Se llamó  grupo tanque porque inicialmente tenía  que ocupar el tanque de agua, que al ser una posición elevada  ofrecía una posición de tiro privilegiada. 
Herrería: debía abrir paso a los polvorines del cuartel. Estaba integrado por dos miembros.
Secuestro: este grupo tenía la misión de capturar a los dos jefes de unidad del  ejército argentino para luego retirarse a toda prisa. 
Contención de la comisaría: dirigida por una combatiente femenina e integrado por 5 miembros. Su labor era impedir la salida de efectivos de la comisaría de Azul. Se apostó delante de la comisaría con una ametralladora.
Logística: compuesto por 10 miembros, a cargo de los vehículos pesados que serían utilizados para transportar el armamento a Tucumán.
El total de elementos del ERP que participó en el combate según Marcial Luna (2016) fue de 56. La distribución de los grupos por aportada por Luis Lea Place en  entrevista con Luna. El trabajo de Yofre que es anterior y que según su autor se basó en el informe realizado por  coronel Horacio Guglielmone hijo, participante del combate, afirma que los atacantes estaban separados en dos escalones o grupos de 120 miembros cada uno, es decir 240 guerrilleros. La cifra  parece exagerada. El  politólogo Rosendo Fraga afirma que los atacantes eran un centenar.   

### En combate
El ataque se inició a las 23:40 y duró toda la madrugada del día 20. Los atacantes estaban vestidos con uniformes similares a los de los militares del Ejército lo cual generó confusión entre ambos bandos. Su armamento consistía en lanzacohetes, lanzagranadas, escopetas calibre 12,70, fusiles FAP, FAL, subfusiles PAM, ametralladoras Madsen y MAD, así como pistolas 9 mm y 11,25 mm.
Los guerrilleros ingresaron sigilosamente por detrás del cuartel. No se veía absolutamente nada. Avanzaban en fila de a uno cuando el centinela del puesto 3 les dio el  "alto". Se trataba del soldado conscripto Daniel González. Los primeros guerrilleros de la columna le contestaron que eran soldados que venían de visitar a una prostituta que vivía en la zona y que era popular entre los soldados de la guarnición. El soldado de guardia no se dejó convencer y apuntó con su FAL a los guerrilleros. Entonces uno de los guerrilleros abrió fuego con su fusil en automático y mató al soldado. Se había perdido el factor sorpresa y por lo tanto había que pasar al asalto ( Marcial Luna, 2016).   
Los guerrilleros fueron descubiertos mientras se dirigían hacia el tanque de agua y debieron iniciar el asalto sin haber dominado las guardias, según preveía el plan original. Lo hicieron con fusiles FAL y granadas antitanque. Los atacantes ocuparon la guardia central y el casino de oficiales. Los militares reaccionaron y lograron montar una ametralladora punto 30 en el alto del tanque de agua, que era precisamente uno de los objetivos del grupo tanque. Desde esa posición comenzaron a hacer fuego. La unidad se había quedado sin luz y el desconcierto era total, ya que los uniformes eran muy similares.   
El llamado grupo Secuestro se dirigió a las viviendas de  jefes de unidad y al encontrarlos, les dijeron que eran tropas del regimiento 8 de Magdalena y que se habían movilizada contra un supuesto golpe de Estado contra Perón. Era  justamente lo que habían planeado decir para capturar a los jefes. Tanto Igarzábal como el coronel Camilo Arturo Gay acordaron con resistir al supuesto golpe. En ese momento el guerrillero Roldán les gritó a los jefes militares que se colocaron de espaldas con las manos en la nuca. Gay le contestó: " Bueno, soldado, no me trate así. Yo soy un oficial". Roldan contestó y su respuesta hizo dudar a Gay, quien intentó desenfundar su arma. Gay recibió dos tiros de frente y falleció. Los guerrilleros mataron a Camilo Gay y tomaron prisionero a Jorge Ibarzábal, el segundo jefe de la guarnición. Tomaron como rehenes a la esposa de Gay, a sus dos hijos y a un amigo de éstos (Marcial Luna, 2016).  
Los guerrilleros no lograron tomar la Plaza de Armas ni la Batería porque no pudieron quebrar la resistencia de los militares ubicados en el tanque de agua. Gorriarán Merlo optó por retirarse sin avisar al otro grupo. Se argumentó que una falla en las comunicaciones motivó que los 17 guerrilleros no recibieran la orden y quedaran atrapados en el cuartel y se rindieran.

### Refuerzos
El ataque se había iniciado el 19 de enero a las 22:30.A la 2 de la mañana del día 20 de enero llegaron los refuerzos militares provenientes de la infantería de marina del Arsenal Naval Azopardo que estaba a 50 km de Azul. Este grupo ingreso con algunos efectivos del Ejército que se encontraban de franco. Saltaron un paredón e ingresaron por el frente del cuartel. Protegidos por los árboles de la pista de combate, este grupo logró llegar a los galpones donde estaba la munición en donde estaban los transportes de personal carrier. Pusieron en marcha algunas unidades y comenzaron a recorrer el cuartel alumbrándose con reflectores. A eso de las 3 de la madrugada llegó el general Albano Harguindeguy ,proveniente de la base militar de Tandil quien se hizo cargo de la situación (Marcial Luna,2016). Yofre dice que los refuerzos fueron de una sección, aproximadamente 20 hombres. Posteriormente llegaron otros refuerzos de la policía provincial y federal, del Regimiento 2 de Tiradores Blindados de Olavarría, del Batallón logístico Número 1 de Tandil y también medios de apoyo de la Fuerza Aérea Argentina.

### La controversia por la muerte de  Nilda Cazaux de Gay
Existen versiones encontradas de los hechos debido  más que todo  a las publicaciones de la época. Según dirigentes del ERP, el coronel Arturo Gay, jefe del regimiento 10 de Caballería, fue muerto durante un tiroteo  cuando se resistió a ser capturado y mientras que Igarzabal se rindió .
Con respecto a la esposa del Gay, Nilda Cazaux de Gay, fue llevada por los guerrilleros junto con sus hijos hasta la herrería del cuartel y murió a raíz de disparos de los militares que asediaron la herrería con una tanqueta. Los dos guerrilleros que custodiaban a los rehenes eran Santiago Juan Carrara y  Guillermo Pascual Altera. A eso de las 7:30 de la mañana del día 20 comenzaron a desplazarse blindados de los militares. Un tirador del ejército hizo fuego desde un ventanal a poca distancia mientras que un carrier batió con fuego la posición de la herrería.  Las balas hirieron a Carrara y mataron a Altera. En ese momento cayó herida Hilda Cazaux. Carrara no llegó a disparar sus armas en ese momento, con lo cual se estima que Hilda cayó por el fuego amigo. La señora Cazaux falleció luego por sus heridas.  Oficialmente el ERP no dijo nada de la muerte del coronel  Camilo Gay o del soldado Daniel González del puesto 3, pero en cambio se pronunció acerca de la muerte de Nilda Cazaux de Gay en la publicación El Combatiente: " la esposa del coronel Gay fue alcanzada por los disparos hechos por los propios camaradas de armas de su esposo, en las mismas circunstancias en que un combatiente popular cayera acribillado a balazos por la espalda y otro resultara herido ( y posteriormente torturado salvajemente, como lo denunciaron públicamente familiares y abogados). El informe pericial del doctor José Moreno sobre las heridas recibidas por la esposa de Gay dice: " De acuerdo a lo ordenado examiné en la fecha en el Casino de Oficiales de la Guarnición Militar Azul el cadáver de la señora que dijeron se llamaba Hilda Irma Cazaux de Gay, quien presentaba una herida en el tercio superior del hemitórax izquierdo. Dichas heridas habían sido tratadas quirúrgicamente en el Hospital Municipal de Azul. Dichas heridas estimo fueron producidas por arma de fuego a corta distancia. El carácter y la gravedad de las heridas fueron las causantes del deceso de la señora, y teniendo el método perpetrado no aconsejo autopsia." No hubo informe pericial balístico con lo cual no se puede saber si las balas salieron de los dos  guerrilleros presentes en la herrería o de los militares que dispararon desde afuera (Marcial Luna,2016).
Yofre en cambio en su libro afirma que uno de los dos guerrilleros luego de ser herido atinó a disparar su arma y herir de muerte a  Hilda Irma Cazaux de Gay. El autor del disparo fue  Carrara. Los militares que dispararon sobre los guerrilleros fueron dos: un subteniente y un teniente. Los otros rehenes de los guerrilleros no sufrieron lesiones. Carrara fue llevado a la enfermería del cuartel y luego al Hospital Militar de Azul. Logró salvar su vida. 
Otras versiones, incluyendo el testimonio de Silvia Ibarzábal, hija del coronel secuestrado, sostienen que  el matrimonio fue asesinado por los guerrilleros y que el coronel Ibarzábal cesó su resistencia ante las amenazas de asesinato a la familia de Gay. Luego, el militar fue sacado en un vehículo y conducido a una de las llamadas cárceles del pueblo. Tras un cautiverio de diez meses, Ibarzábal fue ejecutado por el ERP durante un enfrentamiento con un control caminero en San Francisco Solano.
La hija del coronel Gay, Patricia, se suicidó a los 33 años, en octubre de 1993.

### El mito del soldado degollado
La prensa publicó que el soldado del puesto  3 Daniel González murió degollado. Fue el caso de Clarín del miércoles 20 d noviembre de 1974. Una noticia procedente de la agencia oficial Télam que fue reproducida por el diario La opinión del 22 de enero de 1974 decía lo siguiente: "el soldado Daniel González vivía en villa Tessei, Morón, era mecánico y debía ser licenciado de las filas del Ejército el mes próximo..." González fue apuñalado por la espalda, en el cuello y el tórax, a la altura del corazón y rematado de un balazo". Luis Lea Place, ex miembro del ERP que integró el primer comando "posta y aniquilamiento" reconoció que un integrante de su grupo ametralló al soldado y que la versión del degollamiento circuló inmediatamente. Pensaron que a lo mejor la ráfaga del FAL le había dado en el cuello al soldado. El informe del médico Moreno dice lo siguiente: "examiné de acuerdo a lo ordenado en el Casino de Oficiales de la Guarnición Militar Azul, a quien me dijeron se llamaba Daniel Osvaldo González, quien presentaba dos orificios en cara abdominal anterior, sin orificio de salida. Estimo que dichas heridas fueron producidas por arma de fuego y deben haber producido ruptura de vasos abdominales grandes con la consiguiente hemorragia interna y ser causantes del deceso del examinado" ( Marcial Luna,2016). Es decir que no se encontraron rastros del supuesto degollamiento.  Yofre por otro lado en su libro dice que el soldado  fue degollado pero no aporta información  alguna de su fuente ni ofrece mayor información al respecto. 

## Víctimas

### Bajas militares
El coronel Camilo Arturo Gay, nacido en la provincia de Mendoza el 26 de abril de 1927, había ingresado en el Colegio Militar de la Nación el 15 de febrero de 1946 y egresado como subteniente del arma de caballería el 14 de diciembre de 1948. Su primer destino fue el Regimiento 13 de Caballería  en Toay, La Pampa. Allí contrajo matrimonio en 1950 con Nilda Irma Cazaux, integrante de una familia tradicional. Obtuvo el título de oficial de Estado Mayor en la Escuela Superior de Guerra en 1959. Actuó en Bolivia como asesor del Estado Mayor del Ejército boliviano.  Vuelto a la Argentina realizó el curso de Estrategia de la Escuela Superior de Guerra. Fue promovido al grado de coronel el 31 de diciembre de 1972. Asumió como jefe de unidad el 29 de diciembre de 1973. Era el jefe del Regimiento de Caballería Blindado 10 y fue ascendido póstumamente al grado de general de brigada. También murió su esposa, Nilda Cazaux de Gay.  El sepelio del coronel Gay  y su esposa se realizó el 21 de enero de 1974. El cortejo fúnebre partió del Regimiento de Granaderos a Caballo y fue acompañado por delegaciones de la Juventud Peronista y de la Juventud Secundaria Peronista ( Marcial Luna, 2016). 
El teniente coronel Jorge Roberto Ibarzábal había nacido en Pehuajó, provincia de Buenos Aires, el 28 de marzo de 1928 y como subteniente del arma de artillería el 12 de diciembre de 1950. Obtuvo el título de oficial de Estado Mayor en la Escuela Superior de Guerra, al tiempo del ataque era el jefe del Grupo de Artillería Blindado 1 y fue ascendido póstumamente al grado de coronel.
El soldado Daniel González que realizaba su servicio militar obligatorio en la guarnición fue la primera víctima la noche del ataque cuando fue asesinado mientras estaba de centinela en el puesto del polígono de tiro por el que entraron los atacantes.El Poder Ejecutivo ascendió post mortem al grado de cabo al soldado a través de un decreto presidencial. El soldado fue sepultado en el cementerio de la Chacarita.  
El entonces teniente primero Alejandro Carullo, jefe de servicio ese día, resultó gravemente herido pero sobrevivió.
El cabo Manuel Ernesto Caballero, estaba arrestado en su habitación cuando escuchó los tiros del inicio del ataque y cerca de las caballerizas se topó con un grupo de 8 o 9 guerrilleros quien le pidieron el santo y seña o bien la señal de reconocimiento. Caballero se identificó y recibió disparos, uno en cada pierna y  tercer disparo en la espalda. Logró cubrirse detrás de un terraplén y quedó inmovilizado por el fuego enemigo. Caballero luego logró levantarse y caminar 100 metros hasta que recibió un tiro del puesto del tanque, es decir, de sus compañeros que lo confundieron. Se tiró al piso de nuevo (Marcial Luna, 2016).

### Bajas del ERP
Resultó muerto en el combate el obrero Guillermo Pascual Altera, alias «Tito» o «el Flaco», de 23 años, casado y con un hijo de un año y medio, a quien el ERP otorgó una condecoración póstuma. Dos de los detenidos, los obreros metalúrgicos y dirigentes villeros Héctor Alberto Antelo y Reinaldo Roldán, fueron objeto de desaparición forzada. Santiago Juan Carrara resultó herido en el episodio de la herrería.

## Análisis del hecho
La técnica militar aconseja que para tomar una posición enemiga se requiere una superioridad de 3 a 1, cuando en este caso había 20 militares por cada atacante del ERP. Por otra parte, de los tres camiones con los que pensaban transportar armas, dos quedaron inutilizados, por lo que no pudieron llevarse nada.
El ERP contaba con información sobre la guarnición, aunque no era totalmente exacta. Trataron de aprovechar que por ser un sábado de enero la dotación del cuartel era la mínima, con parte del personal licenciado. Un soldado les había revelado que la guardia del Regimiento 10 se trasladaba cada noche al tanque de agua de la unidad, pero ignoraba que Gay, nuevo jefe de esa unidad, había organizado además un servicio de guardias móviles, que fueron quienes sorprendieron a los guerrilleros.

## Consecuencias y reacciones
Mario Roberto Santucho afirmó que el ataque había sido una derrota militar pero un éxito político porque había conseguido «desenmascarar» a Perón. La dirección política y militar (PRT) retiró de la dirección del comité militar Buenos Aires a Enrique Gorriarán Merlo rebajándolo de militancia y enviándolo para su «reeducación política» a una fábrica de Córdoba.
En el Ejército Argentino el combate  generó una gran impacto dada la envergadura de la operación y las acciones precisas emprendidas contra los jefes  de las dos unidades que integraban la guarnición. Dos meses después   el 20 de marzo de 1974  se realizó una formación para recordar a los caídos y víctimas. Se comenzó un sumario interno a raíz de algunas actitudes confusas de determinados oficiales y suboficiales que no acudieron prestamente a las acciones de represión ( Fraga,1988).
El ataque motivó el repudio unánime de todos los partidos políticos, incluidos los aliados del PRT, y de los sindicatos. Agustín Tosco y Eduardo Luis Duhalde, director de la revista Militancia cercana a Montoneros, tuvieron durísimas críticas contra el ataque. El sindicalista y dirigente del Partido Comunista Rubens Iscaro declaró: «nuestros caminos se bifurcan, es muy difícil para nosotros no ver una provocación en lo que hicieron». Dice al respecto María Seoane: 

La actitud de los aliados del PRT demostraba que de persistir la estrategia militar en detrimento de la política, el destino de Santucho era la marginación… En el fondo, fiel a su omnipotente planteo, creía que el PRT-ERP era la única organización capaz de impedir el giro francamente desfavorable para las aspiraciones populares que estaba tomando el tercer gobierno peronista.

Los diputados Juan Carlos Comínguez y Jesús Mira también del Partido Comunista calificaron a los  hechos como " acción aventurera, cuando no de provocación imperialista". La Juventud Peronista declaró que " los dos extremismos confluyen en atentar contra la estabilidad del gobierno y desviar la atención de la lucha contra el enemigo principal y sus agentes nativos. De este modo, lo que no pudo lograr la derecha enquistada en el seno del Movimiento Peronista, a través de Calabró y sus personeros, lo logra la ultraizquierda al favorecer el cuestionamiento del gobierno popular del doctor Bidegain en la provincia de Buenos Aires " ( Plis Sterenberg,2011). 
El 20 de enero de 1974, Perón dio un discurso por televisión y radiofonía en el cual, entre otros conceptos, se refirió a «los grupos terroristas que vienen operando en la provincia de Buenos Aires ante la evidente desaprensión de sus autoridades. No es por casualidad que estas acciones se produzcan en determinadas jurisdicciones. Es indudable que ello obedece a una impunidad en la que la desaprensión e incapacidad lo hacen posible, o lo que sería peor, si mediara como se sospecha una tolerancia culposa».
Perón ordenó entonces a los diputados de su partido que impulsaran la reforma al Código Penal en lo relativo a los hechos vinculados a la guerrilla que ya había sido aprobada por el Senado; el 22 de enero Perón recibió en la residencia presidencial de Olivos a los diputados de la Juventud Peronista que se oponían a dicha reforma, quienes al llegar, en lugar de la audiencia privada que esperaban, fueron sorprendidos al encontrarse con que la misma era televisada en directo y que Perón les daba un discurso en el cual, entre otros conceptos, les señalaba que "a la violencia no se le puede oponer otra cosa que la violencia"  y que "el que no esté de acuerdo, o no le conviene, se va". Como consecuencia del discurso, ocho diputados de esa agrupación renunciaron a sus bancas.
El 22 de enero, Perón dirigió una carta «A los jefes, oficiales, suboficiales y soldados de la Guarnición de Azul», los felicitó por el «heroico y leal comportamiento con que han afrontado el traicionero ataque» y deseó que «el reducido número de psicópatas que van quedando sea exterminado uno a uno para el bien de la República». El mismo día 22, el gobernador de la provincia Oscar Bidegain —quien era apoyado por la Tendencia Revolucionaria del Peronismo— renunció a su cargo. que es aceptada por la Legislatura de la provincia el día 26, asumiendo en su reemplazo el vicegobernador Victorio Calabró.
Según el historiador Julio Godio la  respuesta de Perón al ataque fue previsible.  Perón en lugar de concentrar el golpe contra el ERP, sino contra los sectores de izquierda de su propio movimiento. En el discurso del 20 por la noche Perón declaró que el gobernador de la provincia de Buenos Aires, Bidegain, había demostrado " evidente desaprensión frente al accionar de la guerrilla ". Perón procedió a desalojar a los gobernadores " camporistas". Los camporistas y Montoneros quedaron aislados del pueblo  y los trabajadores fueron neutralizados. Perón  y la cúpula de la opositora UCR se unieron en contra de la izquierda peronista y las fuerzas armadas dieron un paso más en su recuperación moral al aparecer como agredidas. Se fortaleció además el entorno de Perón, es decir el círculo compuesto por su esposa Isabel, López Rega y Lastiri. Los sucesos de Azul sirvieron para que el entorno, es decir la extrema derecha peronista,  anudase relaciones con los sindicalistas, puesto que en algunas provincias a intervenir éstos eran vicegobernadores, como era el caso de Córdoba. López Rega  emergió como la voz cantante del gabinete. El 23 de enero de 1974 López Rega declaró:" El general ha decidido poner orden en la casa. Se terminara con el caos generado por apátridas e idiotas útiles dirigidos por extranjeros". 
El 24 de enero, la Cámara de Diputados inició el debate sobre la reforma penal y la aprobó al día siguiente. El mismo 25, el semanario de ultraderecha El Caudillo decía:

Nuestros enemigos en el 55 nos hicieron una revolución, hasta el 73 nos persiguieron, ahora tratan de impedir la Reconstrucción Nacional con el sabotaje económico y el desorden interno. La alternativa era, o con tiempo o con sangre. El tiempo ya lo malgastaron infiltrándose, ahora llegó el momento de ver si tienen sangre y pelotas para enfrentarnos cara a cara. Somos fanáticos y cumpliremos la orden de nuestro caudillo: Defender a Perón

Por su parte, la Juventud Peronista declaraba en una conferencia de prensa que 

[…] lo que no pudo lograr la derecha enquistada en el seno del Movimiento Peronista a través de Calabró y sus personeros, lo logra la ultraizquierda al favorecer el cuestionamiento del gobierno popular del Dr. Bidegain en la provincia de Buenos Aires.